# سامي شابمان
سامي شابمان (بالإنجليزية: Sammy Chapman)‏ (16 فبراير 1938 ببلفاست في المملكة المتحدة - 24 يوليو 2019) هو مدرب كرة قدم ولاعب كرة قدم أيرلندي شمالي في مركز الوسط، شارك في كأس العالم 1958. وشارك مع منتخب إيرلندا الشمالية لكرة القدم من الدرجة الثانية ‏. أما مع النوادي، فقد لعب مع غلينافون وغلينتوران ونادي بورتسموث ونادي شامروك روفرز ونادي مانسفيلد تاون.

## وصلات خارجية
- سامي شابمان على موقع قاعدة بيانات كرة القدم.إي يو (الإنجليزية)
- سامي شابمان على موقع عالم كرة القدم.نت (الإنجليزية)